# عنکبوت‌های دزد

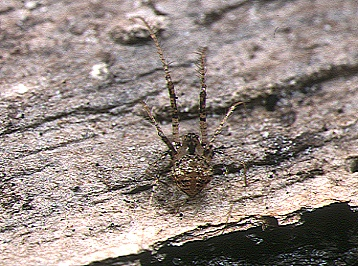
female Mimetus ryukyus

عنکبوت‌های دزد (Mimetidae) نام خانواده‌ای از عنکبوت‌ها است.
این خانواده ۱۲ سرده و ۱۵۲ گونه را دربر می‌گیرد.